# Pararhymbus macrocerus
Pararhymbus macrocerus es una especie de coleóptero de la familia Endomychidae.

## Distribución geográfica
Se encuentra posiblemente en Luzon (Filipinas).